# Carol Potter

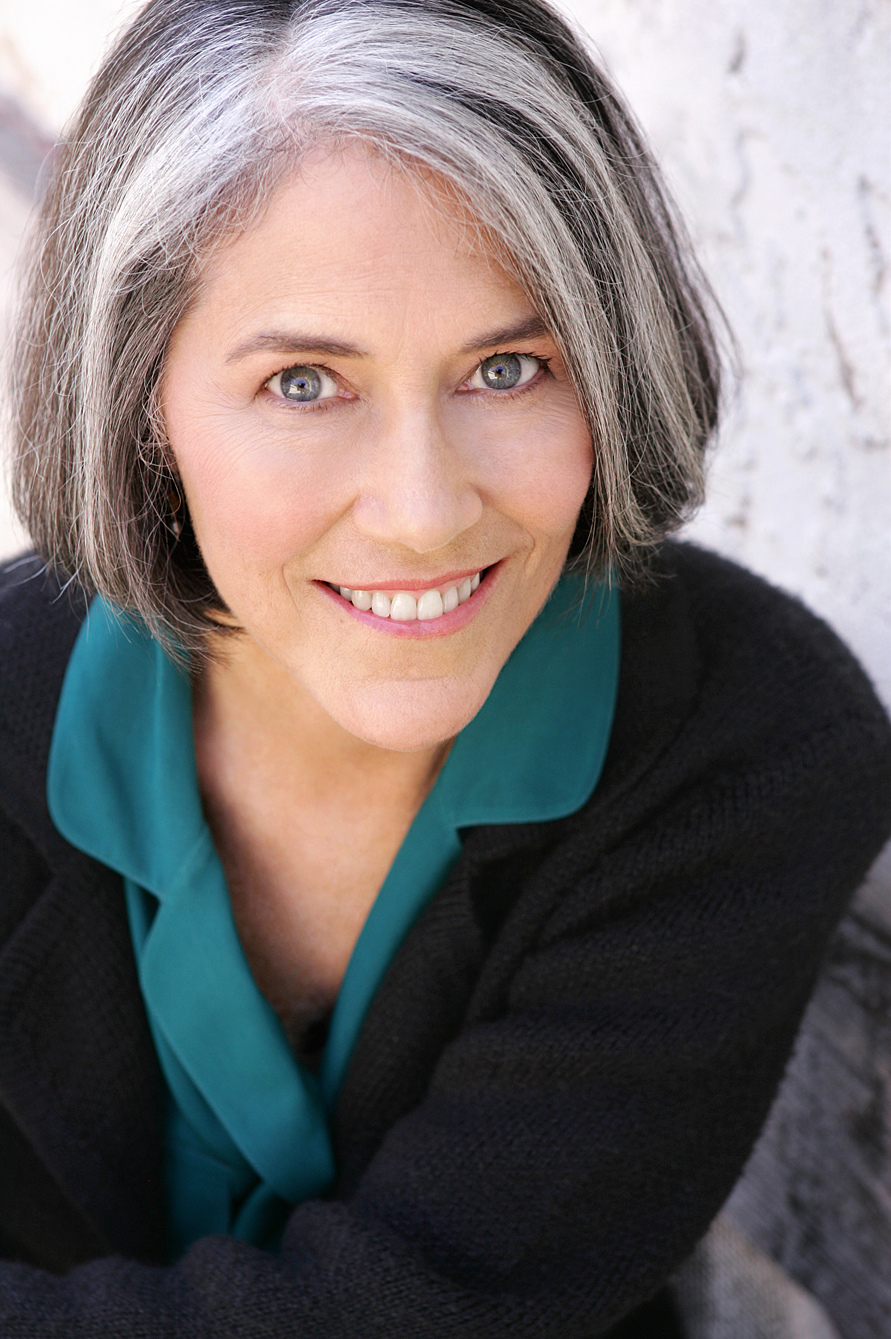
Carol Potter (2008)

Carol Elizabeth Potter (* 21. Mai 1948 in New York City, New York) ist eine US-amerikanische Schauspielerin, die vor allem durch ihre Rolle der Cindy Walsh in der Fernsehserie Beverly Hills, 90210 bekannt ist.

## Leben
Nach dem Besuch der Highschool in Tenafly, New Jersey, schloss Carol Potter das Radcliffe College in Massachusetts ab. 1977 debütierte sie am Broadway in Gemini, einem Stück von Albert Innaurato, das zum am fünftlängsten aufgeführten Nicht-Musical in der Geschichte des Broadway wurde. 
Ihre erste Rolle im Fernsehen erhielt Carol Potter 1981 in der Serie Today's F.B.I. 1985 heiratete sie den Drehbuchautor Spencer Eastman, mit dem sie einen Sohn hat. Ihr erster Ehemann starb 1988 an Lungenkrebs. 1990 ehelichte sie den Schauspieler Jeffry Josephson.
Zur gleichen Zeit startete die Jugendserie Beverly Hills, 90210, in der sie die Rolle der Cindy Walsh verkörperte, die Mutter der beiden Protagonisten Brenda und Brandon Walsh, dargestellt von Shannen Doherty und Jason Priestley. Carol Potter wirkte von 1990 bis 1995 in fünf Staffeln mit. Neben dieser Rolle hatte sie zahlreiche Gastauftritte in diversen Fernsehproduktionen.

## Filmografie
- 1977: The Doctors (Fernsehserie)
- 1977: Ryan's Hope (Fernsehserie, drei Folgen)
- 1978: Annie Flynn (Fernsehfilm)
- 1979: Liebe, Lüge, Leidenschaft (One Life to Live, Fernsehserie)
- 1981–1982: Today's F.B.I. (Fernsehserie, 17 Folgen)
- 1982: The Neighborhood (Fernsehfilm)
- 1984: Her Life as a Man (Fernsehfilm)
- 1984: The Paper Chase (Fernsehserie, eine Folge)
- 1986: L.A. Law – Staranwälte, Tricks, Prozesse (L.A. Law, Fernsehserie, eine Folge)
- 1986: Jack and Mike (Fernsehserie, eine Folge)
- 1987: Ein Engel auf Erden (Highway to Heaven, Fernsehserie, eine Folge)
- 1987: Sturzflug ins Chaos – Wenn schräge Vögel fliegen lernen (Dutch Treat)
- 1990–1998: Beverly Hills, 90210 (Fernsehserie, 143 Folgen)
- 1995: Burkes Gesetz (Burke's Law, Fernsehserie, eine Folge)
- 1996: Tiger Heart
- 1997: Burning Zone – Expedition Killervirus (The Burning Zone, Fernsehserie, eine Folge)
- 1997: A Guy Walks Into a Bar (Kurzfilm)
- 1997–1999: Sunset Beach (Fernsehserie, 136 Folgen)
- 1998: Naturally Native
- 2001: Providence (Fernsehserie, eine Folge)
- 2001: New York Cops – NYPD Blue (NYPD Blue, Fernsehserie, eine Folge)
- 2003: Crossing Jordan – Pathologin mit Profil (Crossing Jordan, Fernsehserie, eine Folge)
- 2004: JAG – Im Auftrag der Ehre (JAG, Fernsehserie, eine Folge)
- 2008: Just One of the Gynos (Kurzfilm)
- 2009: Greek (Fernsehserie, eine Folge)
- 2009: Medium – Nichts bleibt verborgen (Medium, Fernsehserie, eine Folge)
- 2009: Silent Sam
- 2010: Life Is … (Kurzfilm)
- 2019: BH90210 (Fernsehserie)